# نورا ناباس
نورا ناباس (اسپانیایی: Nora Navas‎) بازیگر اهل اسپانیا است.
از فیلم‌ها یا مجموعه‌های تلویزیونی که وی در آن‌ها نقش داشته‌است، می‌توان به لیبرتاد، کلیسای بزرگ دریا، شهد پرتقال، داستان‌های ناگفتنی، نان سیاه و جان‌های سلیا اشاره نمود.